# 金亭鸟
，是雀形目园丁鸟科的一种鸟类，也是金亭鸟属（学名：Prionodura）的唯一物种。
金亭鸟体重约78.3克，翼长约117.8毫米，嘴峰长约23.2毫米，喙宽度约6.5毫米，喙厚度约7.4毫米，跗蹠长约31毫米，尾长约98.4毫米。金亭鸟在其分布区内为留鸟，其栖息在密集的高大树木组成的森林中，食性为草食性，主要食物来源是水果。
金亭鸟分布于澳大利亚东北部（昆士兰东北部）的高原雨林。该物种是单型物种，没有亚种分化。